# Геология Айдахо
Геоло́гия Айда́хо — исследование и описание геологии территории, на которой располагается штат Айдахо.
Айдахо обладает богатой геологической историей, что отразилось в его географической характеристике. Территория штата представлена горными хребтами, равнинами, холмами и прочими образованиями. В Айдахо насчитывается 8 крупных геологических провинций. Возраст самых молодых составляет 16-17 миллионов лет, самых же старых — более 1 400 миллионов лет.

## Провинции

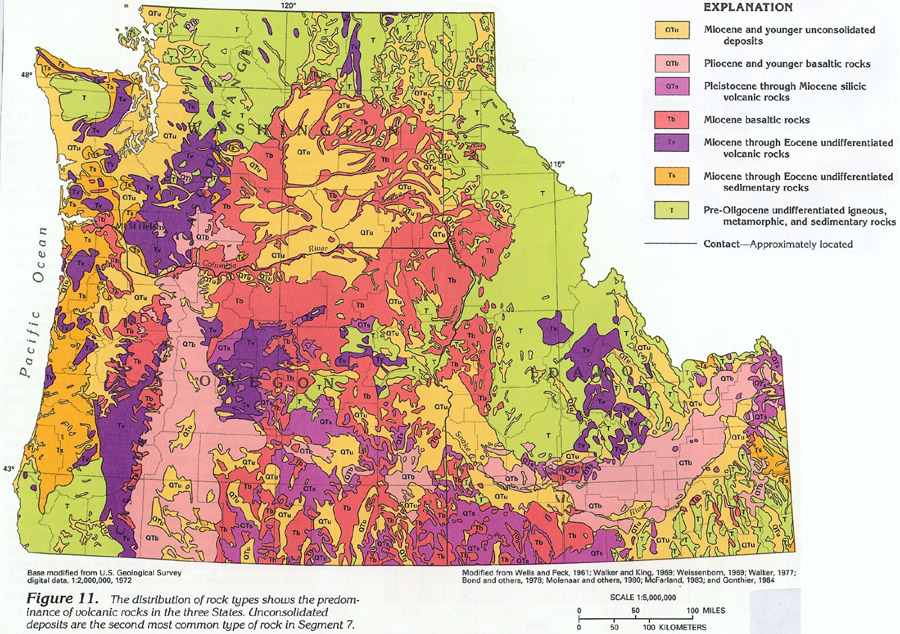
Карта отложений штатов Вашингтон, Орегон и Айдахо

Регион Айдахо Панхэндл и, в частности, долина Силвер-Вэлли, располагаются в районе супергруппы Белт. Осадочные породы этой супергруппы толщиной в 15-20 километров образовались в среднем протерозое приблизительно 1 400 — 1 470 миллионов лет назад. Согласно принятой на сегодняшний день теории, основанной на результатах геохимических и литологических исследованиях, данный геологический регион образовался в результате сдвига хинтерланда внутрь орогенного пояса суперконтинента-предшественника Родинии. С образованием рифта началось его быстрое заполнение поверхностными отложениями в виде базальтовых силлов. Концентрация серебряных месторождений в данном регионе является одной из наиболее высоких в мире. С 1884 года в регионе добыто более 33 394 тонн серебра.
Частично на севере, в районе хребта Селкирк, и в северо-западно-центральной части, частично в районе хребта Соутут штата расположена провинция Айдахский батолит. Её северный выступ получил название Каниксу, а два центральных выступа — Биттеррут и Атланта. Эти выступы разделены средне-протерозойскими метаморфическими породами в районе реки Салмон. Возраст выступа Атланта составляет от 75 до 100 миллионов лет, тогда как выступа Биттеррут — от 65 до 85 миллионов лет. Породы батолита сформировались в верхнем меле, когда плотная океаническая плита Фараллон субдуцировалась под более лёгкую Северо-Американскую плиту. Айдахский батолит состоит из меловых гранитных интрузивных пород и гранодиорита. Протяжённость провинции в центральном Айдахо с севера на юг составляет 320 км, с востока на запад — 120 км. Площадь провинции составляет 35 000 км², толщина — 8 км.
К западу от центрального батолита расположены молодые базальтовые породы бассейна реки Колумбия. Соответствующая провинция расположена на территории трёх штатов: Вашингтон, Орегон и Айдахо и занимает в общей сложности 164 000 км². Однако на территории Айдахо расположена лишь небольшая её часть. Породы провинции сформировались в среднем миоцене 16-17 миллионов лет назад. Выход вулканических пород привёл к формированию осадочных бассейнов в районе современных городов Кер-д’Ален и Льюистон и запруживанию небольших рек с последующим образованием озёр, наиболее заметным из которых является Кларкия, ныне Отложения ископаемых Кларкия. В одном образце этих отложений размером 30×45×800 см было обнаружено 10 749 известных ископаемых растений. Формирование пород этой провинции также привело ко сдвигу русла реки Снейк к югу от первоначального расположения.
Базальтовые породы бассейна реки Колумбия по северу и югу окаймляют более древние породы, представленные палеозойским известняком, находящимся над океаническими вулканическими породами, и юрскими интрузивными породами. Эта провинция образовалась в результате субдукции Тихоокеанской плиты под Северо-Американскую, проходившей в палеозое и мезозое. В результате субдукции образовались такие структуры, как горы Семи Дьяволов и Хеллс-Каньон.
В центральной части штата расположена вулканическая провинция Чаллис. Её породы сформировались в эоцене 39-52 миллионов лет назад. Чаллис является частью одноимённой вулканической дуги, протянувшейся с юго-запада Британской Колумбии до штатов Вашингтон и Айдахо. Она образовалась в результате субдукции древней плиты Кула. Площадь провинции составляет 25 000 км², её основными породами являются андезит, дацит и плутонический розовый гранит.
В восточно-центральной и юго-восточной областях штата представлены породы Провинции бассейнов и хребтов, занимающей значительную часть на западе США. Эта провинция характеризуется горными хребтами, протяжёнными с северо-востока на юго-запад. Рельеф местности характеризуется горными хребтами, протягивающимися с северо-востока на юго-запад над нормальными сбросами. Формирование горных пород продолжается на протяжении 10 миллионов лет до сегодняшнего времени. В 1983 году в районе горы Бора произошло крупнейшее в Айдахо землетрясение: его магнитуда составила 7,5 Mw, а ущерб — 12,5 миллионов долларов. Основные породы, представленные в провинции, являются осадочными: песчаник, известняк, глинистый сланец.
На юго-западе штата, в районе округа Овайхи, находится одноимённое плато. Его породы состоят из игнимбрита, образовавшегося в результате извержения кальдеры Брюно-Джарбиджа около 16 миллионов лет назад.
С запада, огибая по югу центр штата, до Йеллоустонского национального парка протягивается долина реки Снейк. Она образовалась в результате движения Йеллоустонской горячей точки в северо-восточном направлении в течение 17 миллионов лет. Породы долины представлены изломанными базальтовыми лавовыми потоками, риолитом и неконсолидированными отложениями. Прослои между базальтовыми пластами заполнены песком, илистыми отложениями и глиной с небольшим присутствием вулканического туфа. На протяжении долины гидрологические и геологические условия сильно меняются, в связи с чем её водоносный горизонт принято разделять на восточный и западный. Восточный состоит большей частью из более молодых пород эпохи плиоцена с небольшим присутствием вышележащих пластов и впластовынных неконсолидированных отложений. Западный же горизонт, наоборот, в основном состоит из неконсолидированных отложений с небольшим лишь присутствием плиоценовых базальтовых пород.

## Землетрясения
Геологические и сейсмологические исследования показывают, что землетрясения могут происходить в любой из нескольких активных областей Айдахо и прилегающих штатов. По риску возникновения землетрясений Айдахо обходят лишь штаты Калифорния, Невада, Юта и Аляска. В новейшее время штат подвергся двум сильным землетрясениям: в 1959 году в Йеллоустоне (7,5 Mw) и в 1983 году. Оба землетрясения привели к жертвам среди населения и многомиллионным ущербам.

## Галерея
|                                                  |                    |              |                                  |                                   |
| Листья ископаемого растения из отложений Кларкия | Горы Семи Дьяволов | Хеллс-Каньон | Река Снейк близ города Твин-Фолс | Долина реки Снейк близ шоссе I-84 |